# Melissa Humana-Paredes
Melissa Humana-Paredes (Toronto, 10 de octubre de 1992) es una deportista canadiense de origen chileno que compite en voleibol, en la modalidad de playa.
Participó en dos Juegos Olímpicos de Verano, obteniendo una medalla de plata en París 2024, en el torneo femenino (haciendo pareja con Brandie Wilkerson), y el quinto lugar en Tokio 2020.
Ganó una medalla de oro en el Campeonato Mundial de Vóley Playa de 2019 y una medalla de plata en los Juegos Panamericanos de 2023.

## Palmarés internacional
| Juegos Olímpicos     | Juegos Olímpicos    | Juegos Olímpicos | Juegos Olímpicos  |
| Año                  | Lugar               | Medalla          | Pareja            |
| -------------------- | ------------------- | ---------------- | ----------------- |
| 2024                 | París (Francia)     | Medalla de plata | Brandie Wilkerson |
| Campeonato Mundial   |                     |                  |                   |
| Año                  | Lugar               | Medalla          | Pareja            |
| 2019                 | Hamburgo (Alemania) | Medalla de oro   | Sarah Pavan       |
| Juegos Panamericanos |                     |                  |                   |
| Año                  | Lugar               | Medalla          | Pareja            |
| 2023                 | Santiago (Chile)    | Medalla de plata | Brandie Wilkerson |